# Cob lichi
El cob lichi (Kobus leche) és un antílop africà, nadiu del delta de l'Okavango i les zones d'aiguamolls de Zàmbia i la República Democràtica del Congo. El seu pelatge és marró vermellós, més fosc als costats, mentre que el mentó i la gola són blancs. Els mascles presenten banyes adornades amb anells a les puntes, que mesuren fins a 60 cm de llarg. La gestació és d'aproximadament 200 dies i acaba amb el naixement d'una cria. L'hàbitat natural del cob lichi són els aiguamolls i les planes inundables, neda bé i galopa amb naturalitat en camps fangosos, però té certes dificultats per moure's per terra ferma.